# Mark King (snooker)
Mark King est un joueur professionnel anglais de snooker, né le 28 mars 1974 à Romford.
Sa carrière est principalement marquée par une victoire à l'Open d'Irlande du Nord en 2016 et deux finales dans d'autres tournois comptant pour le classement mondial : l’Open du pays de Galles en 1997 et le Masters d'Irlande en 2004. King s'est déjà classé au 11e rang mondial, en 2002-2003. Ses compatriotes le surnomment « The Royal King ».

## Carrière

### Débuts prometteurs (1991-1998)
Après avoir brillamment franchi les différents paliers chez les amateurs, King est récompensé et devient professionnel en 1991. Malgré cinq premières saisons au haut niveau calmes, King atteint sa première finale sur le circuit en 1997, lors de l'Open du pays de Galles. Il y affronte la star écossaise Stephen Hendry et s'incline 9-2, éliminant tout de même deux anciens champions du monde lors des tours précédents (Steve Davis et Mark Williams). Cette révélation lui permet d'entrer très vite dans le top 20 mondial. 
La saison suivante révèle un potentiel certain chez l'Anglais ; il est demi-finaliste à l'Open du pays de Galles (défaite contre John Higgins) et quart de finaliste au championnat du Royaume-Uni (défaite contre Stephen Lee). Pour son deuxième championnat du monde, après avoir battu Nigel Bond au premier tour, il est éliminé par Matthew Stevens. King progresse encore au classement et fait ses premiers pas dans le top 16.

### Meilleures années au classement (1999-2011)

#### Régularité dans le top 16 (1999-2003)
Au Masters 1999, King remporte son premier match, pour sa première participation (victoire sur Peter Ebdon). Encore un peu juste, il est balayé au tour qui suit par John Higgins (6-1). Au championnat du monde, il parvient comme l'année précédente, à rejoindre le deuxième tour, et y est battu par Higgins. Débutant la saison suivante à la 14e place mondiale, King connait une petite déception. Après avoir été quart de finaliste au Masters de Thaïlande, il vit une fin de saison compliquée et sort du top 20 mondial.
La saison suivante est marquée par un quart de finale à l'Open de Grande-Bretagne ; King retrouve le top 16 et une 13e position au classement. En 2001-2002, King atteint son meilleur classement en carrière (11e), grâce à une demi-finale sur l'Open de Grande-Bretagne. La saison suivante semble bien démarrer ; King est quart de finaliste à l'Open d'Europe. Il connait cependant une nouvelle désillusion au championnat du monde, perdant contre Drew Henry (10-5). En conférence de presse, il dira : « J'en ai juste assez de ce jeu ». 

#### Bons résultats mais baisse au classement (2004-2007)
En 2004, il se qualifie pour une deuxième finale dans un tournoi classé, lors du Masters d'Irlande. Mark y enchaîne des victoires contre Stephen Hendry (3e mondial), Jimmy White (15e), Graeme Dott (13e) et Ken Doherty (6e). Il craque cependant en finale contre Peter Ebdon (10-7). Malgré cette finale, il ne termine la saison qu'à la 23e place du classement. Les mois qui viennent sont très bons pour King ; après avoir été demi-finaliste au championnat du Royaume-Uni 2004 et de l'Open du pays de Galles 2005, il retrouve le top 20 mondial.
Cependant, il ne confirme pas l'année suivante et chute en dehors du top 25. Décidé à revenir à son meilleur niveau, la saison 2006-2007 est bien meilleure et plus digne de son potentiel. Mark King est notamment demi-finaliste au Grand Prix. Ce tournoi ; marqué par des victoires sur Stephen Lee et John Higgins, se termine de façon bien décevante : il perd contre Jamie Cope (6-3). 

#### Retour dans le top 16 (2008-2011)
Après un nouveau huitième de finale lors du championnat du monde 2008,, King fait son retour dans le top 16 mondial. Cependant, ses résultats son trop justes pour prétendre s'y maintenir ; il n'atteint que deux quarts de finale de classement sur trois saisons (Open de Chine 2010 et Masters de Shanghai 2010). Il termine ainsi la saison 2010-2011 au rang no 26.

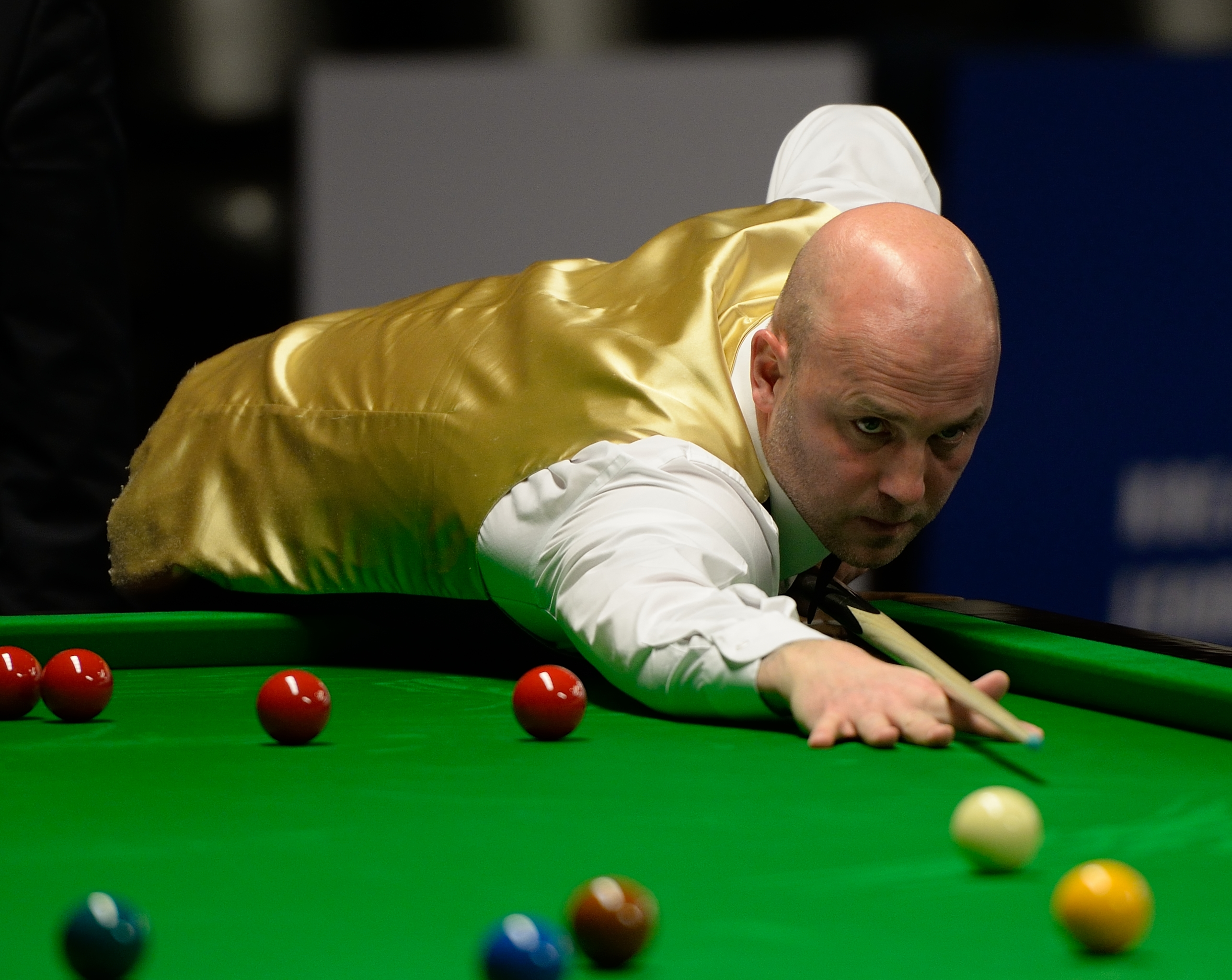
King en 2015.

### Premier titre classé en carrière et retour dans le top 20
En 2013, il atteint le deuxième tour du championnat du monde pour la septième fois de sa carrière en battant Mark Allen (10-8). Il s'incline au tour suivant contre Ding Junhui. Il est aussi quart de finaliste de deux tournois classés : l'Open de Chine 2014 et l'Open de Chine 2016. Le classement de King se fragilise d'année en année. Après un maintien pendant trois saisons dans le top 32 mondial, King en sort et chute au 36e rang.
Il réagit en 2016 et remporte son premier tournoi classé après 25 ans d'attente, du côté de l'Open d'Irlande du Nord,. Il est aussi quart de finaliste du Grand Prix mondial 2017,. Toujours en 2017, le joueur de Romford est demi-finaliste de l'Open d'Inde et quart de finaliste du championnat du Royaume-Uni. En 2018-2019, King atteint la demi-finale du Masters d'Europe, s'inclinant contre le futur vainqueur, Jimmy Robertson. La même saison, il est aussi demi-finaliste de l'Open de Haining. Ce retour lui assure une nouvelle place dans le top 20 mondial.

### Déclin et suspension
Cependant, bien moins consistant la saison qui suit, King sort du top 40 pour la première fois depuis 1995 (soit 25 ans). Il sauve sa saison et parvient à terminer dans le top 35, grâce à une qualification pour le championnat du monde ; sa première en sept ans. Il s'incline après un match très accroché contre Ding Junhui (10-9),,. Toutefois, la saison suivante, King se montre décevant et termine à la 50e place mondiale. Il s'agit de son plus mauvais classement depuis la saison 1995-1996. 
Début novembre 2021, King rejoint sa première demi-finale de tournoi majeur en trois ans, dominant sur son passage le no 1 mondial (Judd Trump) et le no 8 mondial (Stephen Maguire). Il est arrêté par le futur vainqueur du tournoi, Neil Robertson, au terme d'un match équilibré qu'il perd par 6 manches à 4, après avoir notamment mené 4-2.
En mars 2023, la World Snooker annonce suspendre Mark King de toute compétition professionnelle, l'accusant d'un match truqué contre son compatriote Joe Perry, lors du dernier Open du pays de Galles (King s'était incliné sur le score de 4-0).

## En dehors du snooker
Peu après le championnat du monde 2004, King et un autre joueur, Quinten Hann commence à se chahuter ; la température monte vite et le mercure du thermomètre s'affole. En effet, après sa défaite contre Andy Hicks, Hann est prêt à en venir aux mains avec son adversaire, sous prétexte que cette défaite lui est nuisible au classement. Hann propose ensuite à Hicks de combattre sur un ring. En tant qu'ami de Hicks, King accepte le combat à sa place. Ce combat est finalement remporté par Hann, après une décision des juges qui est controversée selon certains.

## Palmarès

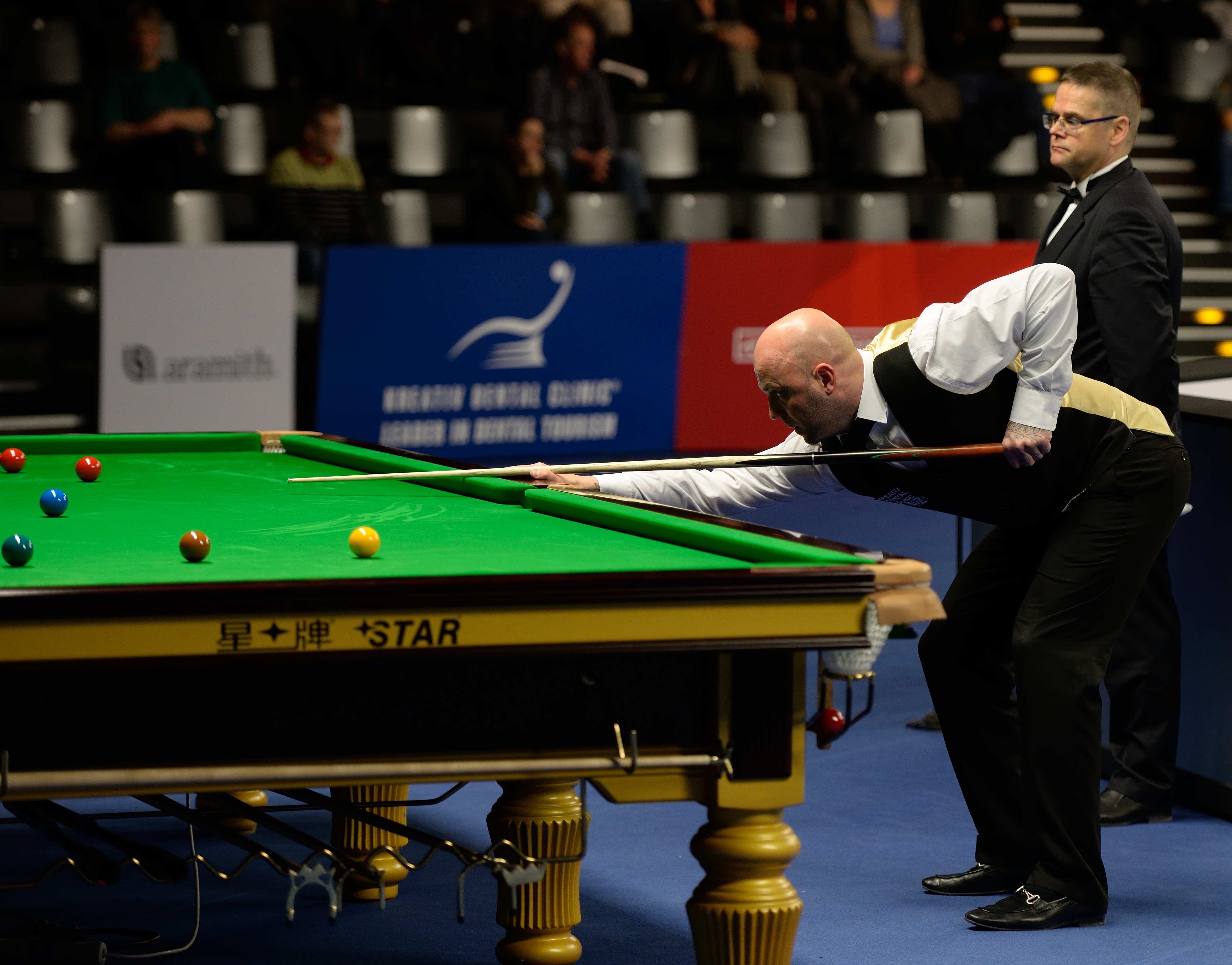
Mark King, sur les tables du Masters d'Allemagne 2015.

| Légende | Catégorie                      | Titres                         | Finales                        |
|         | Tournois classés               | 1                              | 2                              |
|         | Tournois pro-am                | 5                              | 5                              |
| Gras    | Tournois de la triple couronne | Tournois de la triple couronne | Tournois de la triple couronne |

### Titres

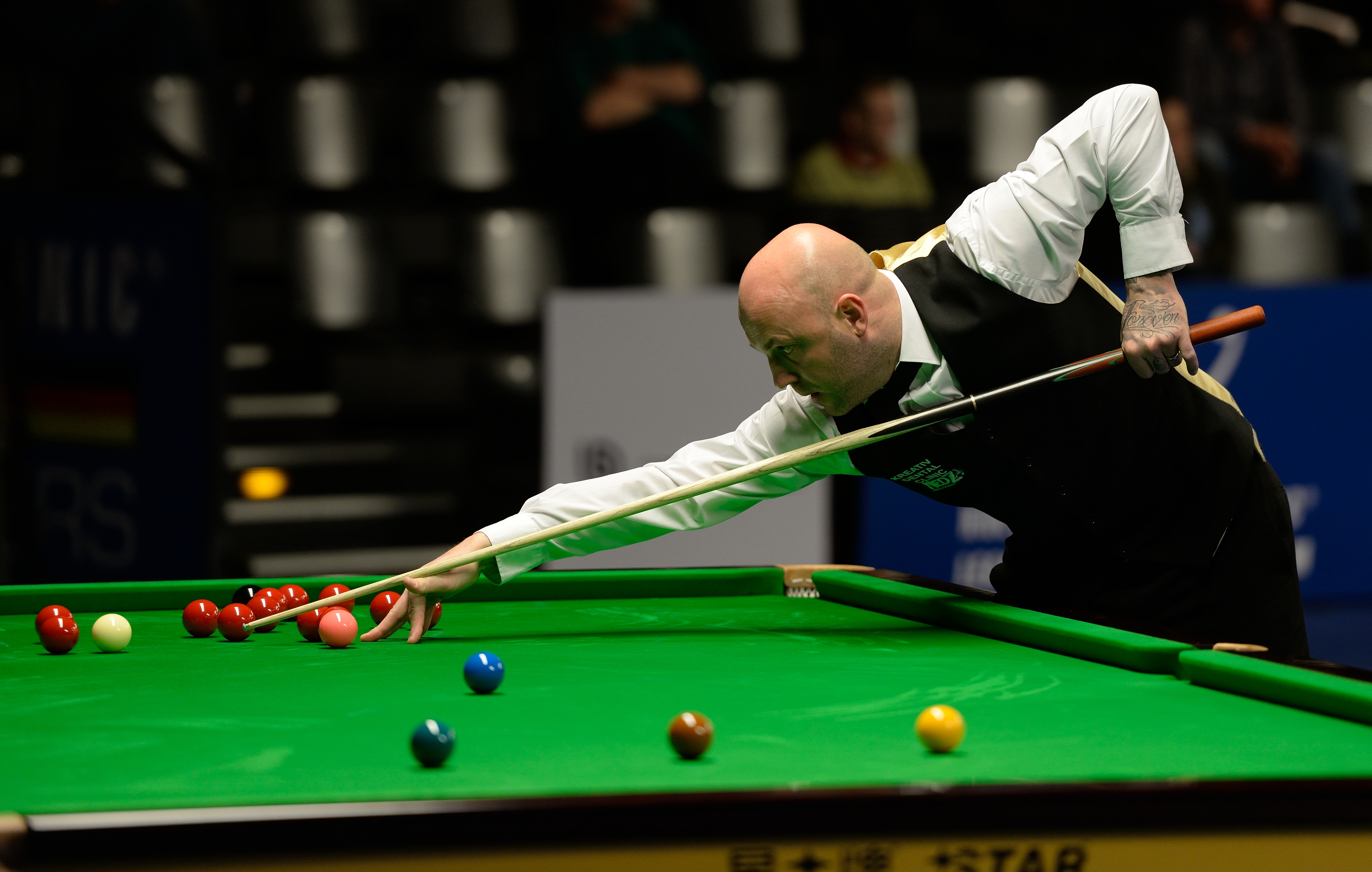
Mark King (2015).

| Saison    | Nom du tournoi                   | Lieu      | Finaliste      | Score | Tableau |
| 2003-2004 | Tournoi pro-am Pontins (automne) | Prestatyn | Craig Butler   | 5-4   |         |
| 2005-2006 | Open de Fürth                    | Fürth     | Michael Holt   | 4-2   |         |
| 2005-2006 | Open d'Autriche                  | Wels      | Lee Richardson | 5-2   | Tableau |
| 2013-2014 | Open de Vienne                   | Vienne    | Craig Steadman | 5-0   | Tableau |
| 2014-2015 | Open de Vienne (2)               | Vienne    | Nigel Bond     | 5-2   | Tableau |
| 2016-2017 | Open d'Irlande du Nord           | Belfast   | Barry Hawkins  | 9-8   | Tableau |

### Finales perdues
| Saison    | Nom du tournoi                        | Lieu        | Finaliste      | Score | Tableau |
| 1996-1997 | Open du pays de Galles                | Newport     | Stephen Hendry | 2-9   | Tableau |
| 2003-2004 | Masters d'Irlande                     | Dublin      | Peter Ebdon    | 7-10  | Tableau |
| 2006      | Open d'Allemagne                      | Allemagne   | Michael Wild   | 5-6   |         |
| 2006-2007 | Open des Pays-Bas                     | Bois-le-Duc | Michael Wild   | 5-6   | Tableau |
| 2007      | Ravenace Metals Ltd Invitation Pro-Am | Castle Vale | Ricky Walden   | 1-5   |         |
| 2015-2016 | Open de Vienne                        | Vienne      | Peter Ebdon    | 3-5   | Tableau |
| 2019-2020 | Open de Vienne (2)                    | Vienne      | Mark Joyce     | 4-5   | Tableau |